# Obila ruptiferata
Obila ruptiferata là một loài bướm đêm trong họ Geometridae.